# Galeandra biloba
Galeandra biloba är en orkidéart som beskrevs av Leslie Andrew Garay. Galeandra biloba ingår i släktet Galeandra och familjen orkidéer.
Artens utbredningsområde är Peru. Inga underarter finns listade i Catalogue of Life.